# 프리데리케 폰 프로이센 왕녀

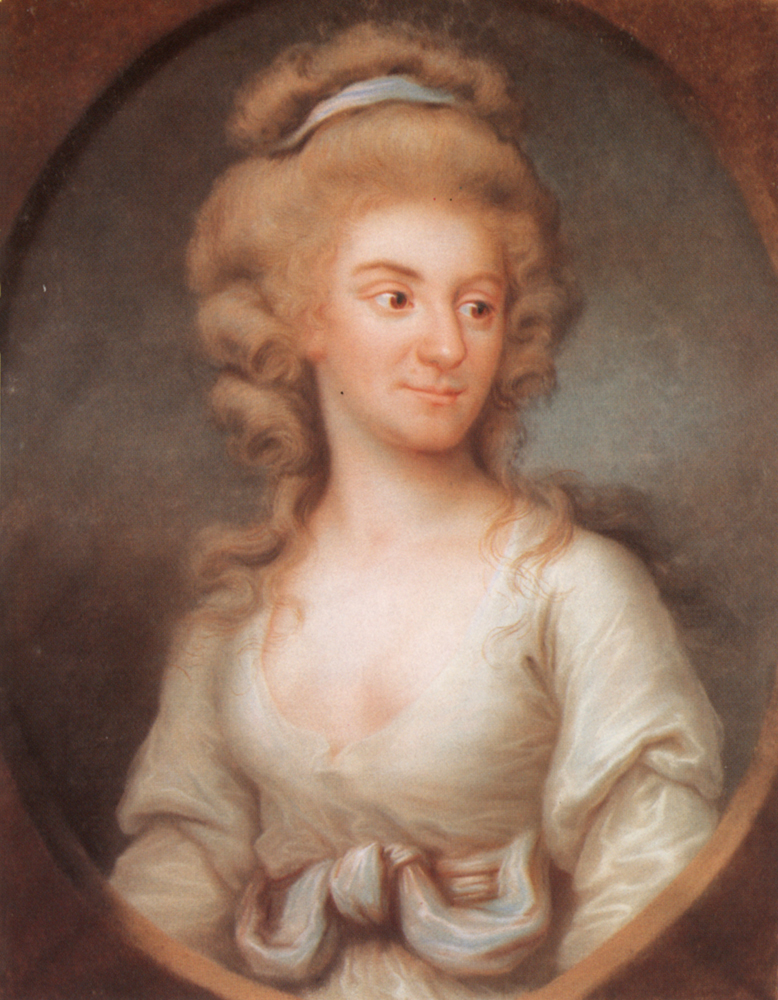
프레데리케

프리데리케 샤를로테 울리케 카타리나 폰 프로이센(독일어: Friederike Charlotte Ulrike Katharina von Preußen, 1767년 3월 7일 ~ 1820년 8월 6일)은 영국의 왕자 프레더릭 오거스터스의 아내이다.

## 생애
프로이센의 국왕 프리드리히 빌헬름 2세의 외동딸로 샤를로텐부르크에서 태어났다. 프리데리케의 부모는 불행한 결혼생활을 하고 있었고, 어머니 엘리자베트는 애인과 함께 프로이센을 떠나려 했지만 실행 직전에 계획이 발각되어 유폐되었다. 그녀는 두 번 다시 어머니와 만나지 못한 채 할머니 루이제 아말리에(브라운슈바이크-볼펜뷔텔 공녀)와 새어머니 프리데리케의 손에서 자랐다. 1791년 9월 29일 프리데리케는 샤를로텐부르크 궁전에서 조지 3세의 차남 프레더릭과 결혼했고, 같은 해 11월 버킹엄 궁전에서 두 번째 결혼식을 치렀다.
결혼한 지 얼마 되지 않아 프리데리케는 남편과 별거에 들어갔고 두 사람 사이에 아이는 없었다. 프리데리케는 1820년 서리 주에서 죽었다.